# Ján Kadár
Ján Kadár (* 1. April 1918 in Budapest, Österreich-Ungarn; † 1. Juni 1979 in Los Angeles) war ein slowakischer Filmregisseur und Drehbuchautor.

## Leben

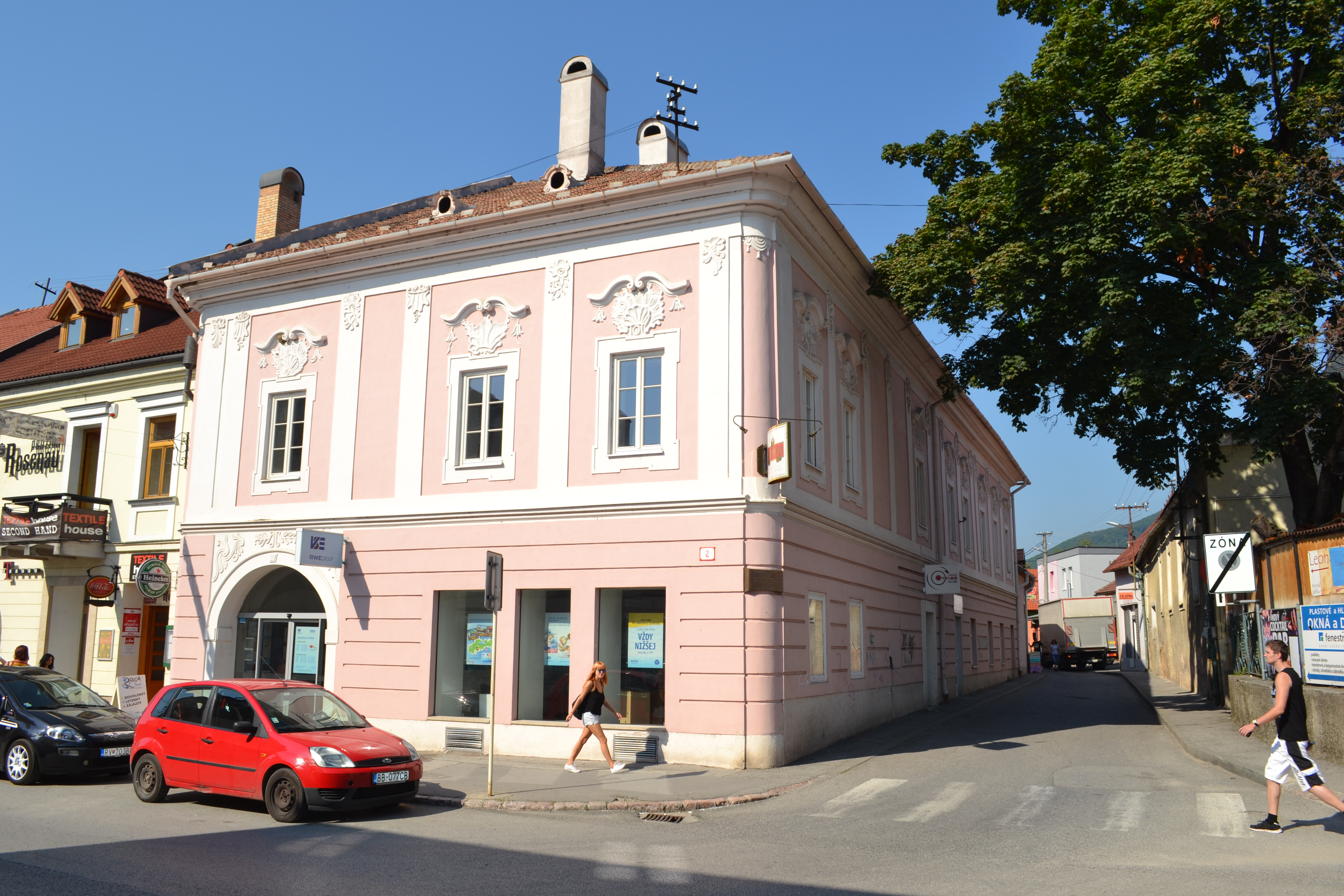
Haus in der Šafárikova Nr. 2 in Rožňava, wo Ján Kadár aufwuchs

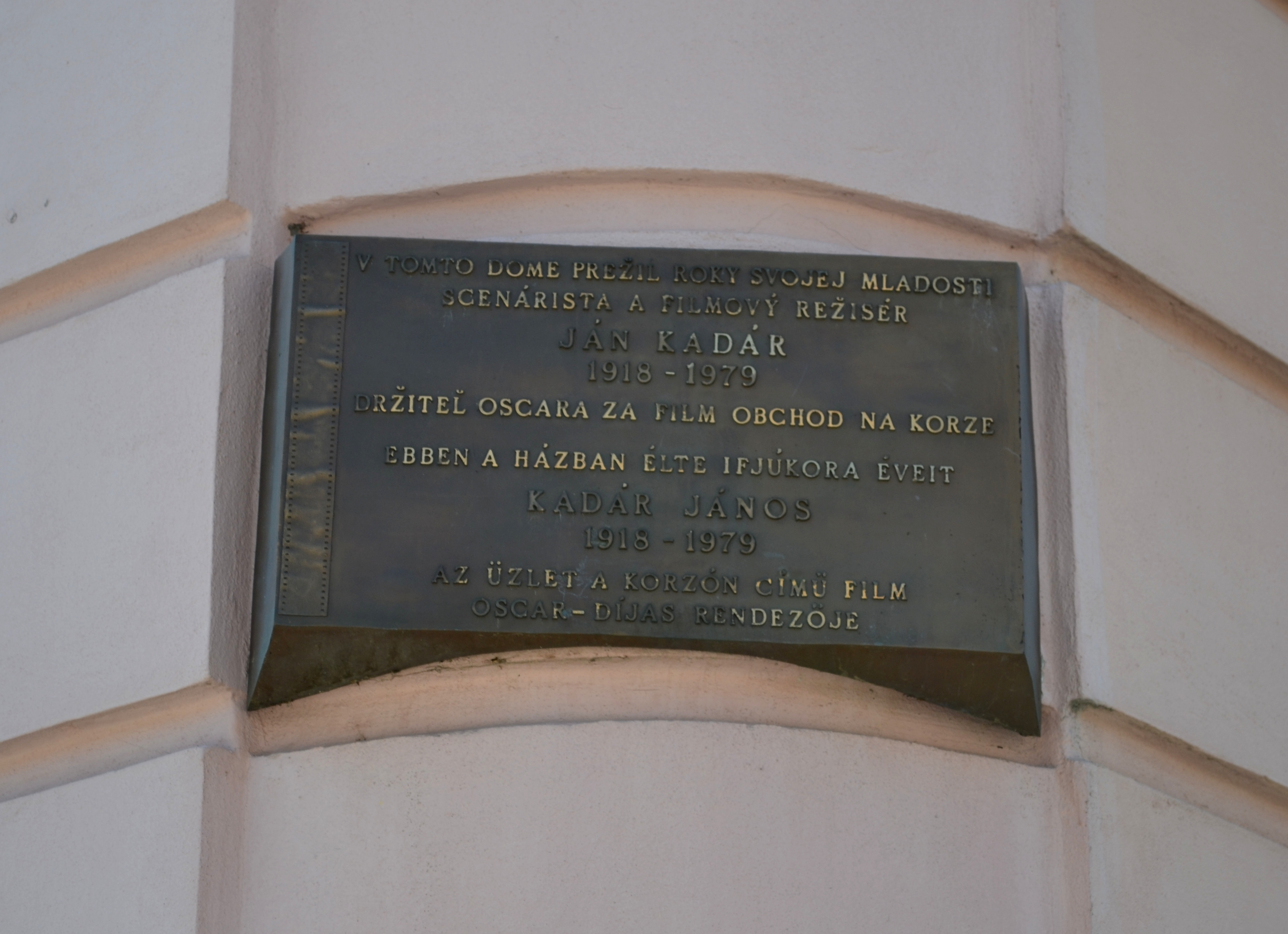
Gedenktafel am Haus

Ján Kadár wuchs in Rožňava auf. Bis zum Beginn des Zweiten Weltkriegs studierte er an der Prager Karls-Universität und der slowakischen Filmhochschule in Bratislava. Er geriet mitsamt seiner Familie in Gefangenschaft der deutschen Besatzungstruppen. Seine Eltern und seine Schwester starben im KZ Auschwitz, Ján Kadár überlebte in einem Arbeitslager. Unmittelbar nach Kriegsende kehrte er nach Bratislava zurück und drehte eine Filmdokumentation über die ersten Monate des Friedens. In den folgenden Jahren war er als Drehbuchautor und Regieassistent tätig. Ab 1952 begann eine langjährige Zusammenarbeit mit Elmar Klos. In gemeinsamer Verantwortung entstanden zahlreiche Filme, die soziale Fragen und Themen der jüngeren Geschichte zum Thema hatten und auch internationale Beachtung fanden. Kadárs Film Der Angeklagte erhielt 1964 den Hauptpreis des Internationalen Filmfestivals Karlovy Vary. Der auf einer Erzählung von Ladislav Grosman basierende Film Das Geschäft in der Hauptstraße gewann 1966 den Oscar für den besten fremdsprachigen Film. Seine Entstehung fiel in die Zeit des Prager Frühlings, die den Kulturschaffenden mehr Freiräume bot als es die sozialistische Gesellschaft sonst bot. Nach Beendigung dieser Phase durch den Einmarsch der Truppen des Warschauer Pakts emigrierte Kadár 1969 in die USA. Seine dort entstandenen Filme hatten jedoch nicht die Bedeutung der zuvor entstandenen.

## Filmografie (Auswahl)
Regie
- 1950: Katka
- 1952: Die Entführung (Únos,) – auch Drehbuch
- 1954: Musik vom Mars (Hudba z marsu) – auch Drehbuch
- 1957: An der Endstation (Tam na konečné)
- 1958: Drei Wünsche (Tři přání) – auch Drehbuch
- 1963: Der Tod heißt Engelchen (Smrt si říká Engelchen) – auch Drehbuch
- 1964: Der Angeklagte (Obžalovaný) – auch Drehbuch
- 1965: Das Geschäft in der Hauptstraße (Obchod na korze) – auch Drehbuch
- 1969: Sehnsucht genannt Anada (Touha zvaná Anada)
- 1970: Ein Engel namens Levin (The Angel Levine)
- 1975: Geliebte Lügen (Lies my father told me)
- 1977: Die andere Seite der Hölle (The other side of Hell)

Drehbuch
- 1959: Die Probe geht weiter (Zkouška pokračuje)